# Manuel Pereira Reis
Manuel Pereira Reis (1837 — 1922) foi um pesquisador, observador e astrônomo brasileiro. Nasceu em Salvador, em 1837, e faleceu em 1922, na cidade de Barbacena (Minas Gerais).

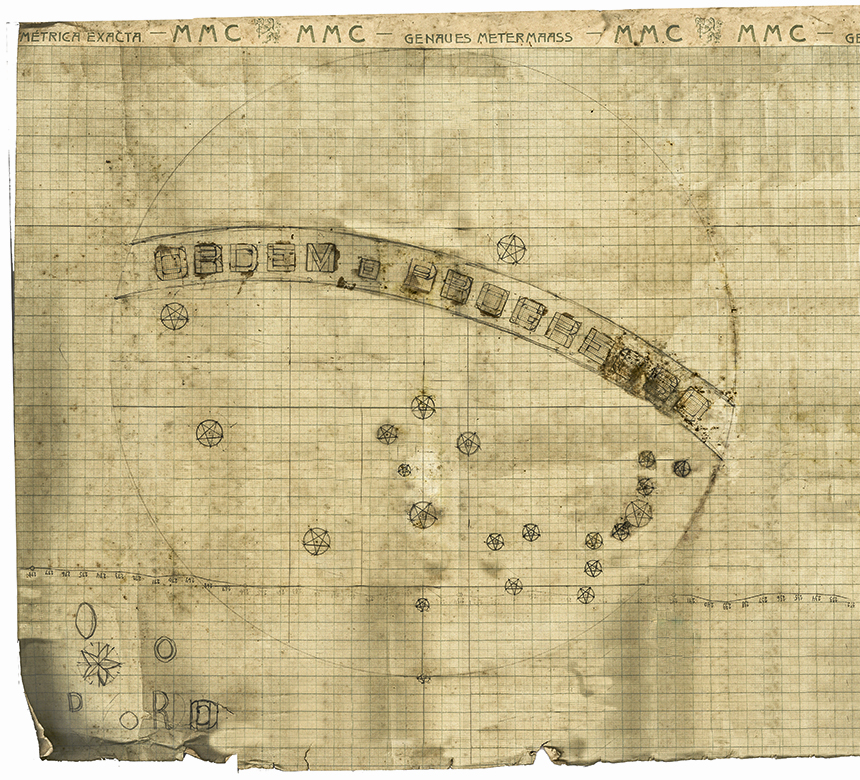
Esboço Bandeira Nacional de 1889, acervo da Igreja Positivista.

Trabalhou no Imperial Observatório do Rio de Janeiro e fundou o Observatório do Valongo, da Universidade Federal do Rio de Janeiro.
Foi um dos idealizadores da bandeira nacional brasileira, juntamente com Raimundo Teixeira Mendes e Miguel Lemos. O formato da bandeira brasileira foi idealizado por Teixeira Lemes, em conjunto com Miguel. Manuel foi o responsável pelo alinhamento das estrelas no brasão nacional e Décio Villares desenhou a bandeira como hoje a conhecemos.

## Formação acadêmica e profissional
Concluiu o ensino secundário no ano de 1856, no Mosteiro de São Bento (São Paulo), e no ano seguinte se matriculou na Escola de Belas Artes do Rio de Janeiro, onde teve breve passagem. Em 1858, se integrou ao corpo docente da Escola Naval, onde atuou como professor adjunto de desenho e lecionou topografia e hidrografia.
No ano de 1872, Manuel Pereira Reis começa a estudar na Escola Central, de tradição militar e criada em 1858. Havia três cursos disponíveis: Ciências Matemáticas, Físicas e Naturais; Engenharia e Ciências Militares; e, um Curso de Engenharia Civil voltado para técnicas de construção de estradas, pontes, canais e edifícios, ministrado aos não-militares, ou seja, aos civis que frequentavam as aulas. Ele concluiu o curso de Engenharia Civil, como também o de Ciências Matemáticas, Físicas e Naturais.
Anos depois, entre 1872 e 1876 - não se sabe ao certo por conta da precariedade de informações do período histórico -, se tornou astrônomo do, na época, Imperial Observatório Astronômico (IOA), hoje conhecido como Imperial Observatório do Rio de Janeiro. Há um registro datado de 1876, que confirma o novo cargo de Pereira Reis:
“Por aviso de 31 de março [1876], assinado pelo Duque de Caxias, Presidente do Conselho e Ministro da Guerra, foi conferido o título de “Astrônomo” ao Adjunto do Imperial Observatório Astronômico, Manoel Pereira Reis, com direito a substituir o Diretor em seus impedimentos e faltas. A distinção foi concedida pelos serviços fora do comum prestados pelo referido Adjunto, “o mais habilitado em prática e teoria” no dizer do próprio Diretor.” 
No Imperial Observatório Astronômico, em 1876, Reis trabalhou na determinação da posição geográfica de várias localidades da província de São Paulo e da Estrada de Ferro Rio Claro e de seu prolongamento. Este trabalho foi elogiado por Emmanuel Liais, então diretor do observatório, com quem viria, posteriormente, a se desentender . Pela qualidade excepcional dos resultados obtidos nestas determinações, Reis foi citado no principal anuário de avanços científicos, o L’Année Scientifique et Industrialle, de 1877, tendo sido condecorado por serviços prestados ao Estado por D. Pedro II no mesmo ano como Oficial da Ordem da Rosa.
Em 1877, Reis determinou a diferença das longitudes entre o Imperial Observatório Astronômico e a Barra do Piraí, utilizando pela primeira vez no país o telégrafo para este fim, apresentando ao mesmo tempo a publicação Determinação da diferenças da latitude e longitude entre o Imperial Observatório do Rio de Janeiro e Barra do Pirahy (1877). Segundo Liais, em ofício dirigido ao Duque de Caxias, dizia que esta publicação honrava “ao seu autor, Dr. Manoel Pereira Reis, ao Observatório do Brasil e a nova e engenhosa organização de seus instrumentos”.

## Desentendimentos
Manuel Pereira Reis exercia a função de chefe da comissão encarregada da Carta Geral do Império, quando, em 1878, após um mal entendido com as ordens dadas por Emmanuel Liais, provocou o afastamento dos membros responsáveis pela elaboração da Carta Geral, dentre os quais, Pereira Reis. A partir deste incidente desenvolveu-se toda uma longa controvérsia entre Pereira Reis e IOA, que duraram anos. Henrique Morize, diretor do observatório entre 1908 e 1929, descreve Liais como competente, mas impaciente:
“A extraordinária erudição de Liais, bem como a notável atividade e a poderosa inteligência, davam justa esperança de que sua ação fosse eficaz para o desenvolvimento do Observatório. Infelizmente, seu gênio impaciente e irascível adquiriu-lhe animosidades, cujos efeitos duraram até época recente, e prejudicaram o progresso do estabelecimento.” 
Em 1879, Reis ingressou na Escola Politécnica do Rio de Janeiro, como substituto do professor de desenho do curso de Ciências Físicas e Matemáticas, chegando em 1881 a lente catedrático de astronomia, após ter defendido em concurso a tese Theoria Completa dos Cometas.
A polêmica, iniciada em fins do ano de 1878, ocupou as páginas dos principais jornais da época, com acusações a respeito da incapacidade da instituição em precisar o meridiano absoluto. Estava em questão a capacidade do Observatório em determinar as suas próprias coordenadas através de um método desenvolvido por Liais. Pereira Reis atacava continuamente a instituição e o seu diretor junto às autoridades governamentais, duvidando da competência científica e da honestidade de Liais. Tal questão alcançou a Câmara dos Deputados (também conhecida como câmara baixa), por meio de uma carta de Pereira Reis ao deputado Costa Azevedo, na qual aquele afirmava que o Observatório era uma instituição “inútil”.
Membro do Instituto Politécnico Brasileiro, com sede no Rio de Janeiro, Pereira Reis levou suas sérias e pesadas acusações para as sessões de Congregação do Instituto. Devido às ações de Pereira Reis, Liais foi expulso do quadro de sócios dessa agremiação.
“Considerando, que o Sr. Dr. Emmanuel Liais, sócio honorário do Instituto Politécnico Brasileiro, em vários artigos que publicou no Jornal do Commercio de junho do corrente, [...] injuria o Instituto, denominando-o de associação de ignorantes, estouvados e outros epítetos [...]. Proponho, que [...] seja eliminado do quadro de sócios honorários do Instituto Politécnico Brasileiro” 
Com isso, Liais se vingar de seu desafeto ao sugerir a mudança do Observatório para a região do Morro de Santo Antônio. Solicitação prontamente recusada. Tempos depois, requisitou exoneração do cargo e indicou Luís Cruls para substuí-lo. Se desligou oficialmente em Março de 1981.

## Observatório da Escola Politécnica e Observatório do Valongo
Em 1871, com o desligamento do IOA da Escola Central, e posterior transferência do Ministério da Guerra para o Ministério dos Negócios do Império em 1877, os alunos da Escola Politécnica que tinham aulas de Astronomia e Geodésia perderam o local onde eram lecionadas aulas práticas da matéria. Em 1879, a Congregação da Escola Politécnica do Rio de Janeiro aprovou a construção de um pequeno observatório, necessário à instrução prática dos alunos, fosse feita no edifício da própria Escola, em um de seus terraços. As aulas iniciaram-se, a título precário, em setembro de 1880, tendo como professores, entre outros, o próprio Pereira Reis, além de Galdino Pimentel, Paulo de Frontin e Antônio Luís Von Hoonholtz, também conhecido como "Barão de Teffé". Em julho de 1881 a Congregação da Escola Politécnica recebia a doação de um pequeno observatório, situado no Morro de Santo Antônio (local que Liais havia sugerido para mudança do IOA), equipado com instrumentos para astronomia meridiana. Os doadores foram, em suma, os próprios professores: Manoel Pereira Reis, Joaquim Galdino Pimentel e André Gustavo Paulo de Frontin. Assim, em outubro de 1881, fundaram o Observatório do Morro de Santo Antônio, ligado à Escola Politécnica, ou Observatório da Escola Politécnica (OEP), que hoje é o Observatório do Valongo da UFRJ.
O observatório dirigido por Pereira Reis foi apoiado financeiramente pela direção da Escola Politécnica, o que lhe propiciou adquirir vários instrumentos e até mesmo verbas para a construção de um anexo em Barbacena (MG) em 1894. Todavia, não foram encontrados ainda quaisquer registros de observações astronômicas com fins científicos feitas no OEP, o que nos faz supor que a astronomia neste observatório era compreendida como capaz de fornecer apenas resultados didáticos, sendo o local onde os alunos daquela escola recebiam os ensinamentos práticos de Astronomia e Geodésia.
Em razão do crescimento da instituição em que dava aulas, Manuel Pereira Reis se comprometeu, em 1901, a ir até Paris para conseguir melhores instrumentos de estudo e pesquisa. Acertou a compra de luneta equatorial, Círculo meridiano, Astrolábio com Pierre Gauthier. Sob a direção de Ortiz Ribeiro - entre 1905 e 1913-, a Escola Politécnica teve grande apoio e contou com investimento. Houve uma ampla reforma no complexo entre 1906 e 1907, além da importação e instalação da Grande Equatorial 300/5500 mm, o maior instrumento instalado no Brasil à época, fabricada pela T. Cooke & Sons,empresa inglesa de fabricação de instrumentos fundada em 1837, com uma sede em Nova York, e que se desfez em 1989. Atualmente, encontra-se instalado no Observatório do Valongo.
Porém, em 1921, em razão de uma obra do Distrito Federal do Brasil que visava a reurbanização do centro da capital carioca, foi necessário mudar o Observatório, do Morro do Santo Antônio para o Morro da Conceição, mais precisamente, na Chácara do Valongo. Entre 1924 e 1926, foi realizada a transferência, e o observatório passou a ser conhecido como Observatório do Valongo.

## Relevância histórica
Além de ser o homem responsável pelo alinhamento das estrelas representadas na bandeira do Brasil, podemos dizer que a maior contribuição de Pereira Reis foi a fundação de um observatório que persiste até hoje e auxilia na formação de astrônomos, imprescindíveis para a compreensão de uma matéria superficialmente difundida e conhecida, como é a astronomia.